# Wenigenauma
Wenigenauma ist ein Ortsteil der Landgemeinde Stadt Auma-Weidatal im Landkreis Greiz in Thüringen.

## Geografie
Die Gemarkung des Ortes liegt im nördlichen auslaufenden Südostthüringer Schiefergebirge, das von seiner Bodenstruktur fruchtbare Böden besitzt. An Wenigenauma führt die Landesstraße 1087 südlich vorbei, die Auma und Wenigenauma mit Zeulenroda-Triebes verbindet.

## Geschichte
Wenigenauma wurde 1378 urkundlich erstmals erwähnt. Die einfache Kirche wurde 1719 erbaut.
Es wird berichtet, das Dorf hatte von jeher ein Gut. Der letzte Besitzer des Rittergutes war Frau Edith Härpfer von 1920 bis 1945. Ihr Gut wurde im Oktober 1945 nach den Beschlüssen der Siegermächte enteignet. 15 Neusiedler und 11 landarme Bauern erhielten Boden und Inventar übereignet. 1958 wurde die Landwirtschaftliche Produktionsgenossenschaft „Thomas Müntzer“ und 1960 die LPG „Einheit“ gegründet. In den 1960er Jahren wurde der Ort durch die neue Verbindungsstraße von Auma nach Zeulenroda vom Durchgangsverkehr entlastet.
Am 25. März 1994 wurde das Dorf nach Auma eingemeindet.

## Wirtschaft und Infrastruktur
Zu Zeiten der DDR befand sich eine Kartoffelsortieranlage im Ort. Ab 1990 wurde ein Gewerbegebiet erschlossen.
Anfang der 1980er Jahre entstand eine Pferdesportanlage im Ort, der zu einem Zentrum des Pony- und Kleinpferdesportes wurde. An jedem letzten Sonntag im Juli findet dort ein großes Turnier statt.